# Doing What Comes Naturally
Doing What Comes Naturally es un álbum doble del músico estadounidense Charles Wright. Fue publicado en noviembre de 1973 a través de ABC/Dunhill Records.

## Recepción de la crítica
Un escritor no especificado de la revista Billboard escribió: “El conjunto de dos discos del veterano de la banda rítmica de Watts 103rd Street incluye su actual éxito de soul «Doin' What Cums Naturally». Autoproducido y un tipo versátil”.
En una reseña en retrospectiva para AllMusic, Douglas Siwek declaró: “Después de dejar la decadente Watts 103rd Street Rhythm Band, Charles Wright lanzó este extenso LP doble lleno de ritmos funk trepidantes, tiernas serenatas soul y nuevas interpretaciones de su marca patentada de R&B desordenado. [...] Las pistas se extienden a lo largo de dos losas de cera; Desafortunadamente, toda la cuarta cara está ocupada por el tema «Nonsense», que después de una escuchada puede describirse así. Esta es una experiencia auditiva intensamente placentera”.

## Rendimiento comercial
Doing What Comes Naturally debutó en la lista de álbumes de soul de Billboard el 5 de enero de 1974 en el número 57. En dos semanas subió 6 lugares hasta el número 51. Doing What Comes Naturally alcanzó el número 45 el 9 de febrero, y pasó otras dos semanas en esa misma posición.

## Lista de canciones
Todas las canciones escritas y compuestas por Charles Wright, excepto donde esta anotado. 
| Lado uno |                                                          |          |  |
| N.º      | Título                                                   | Duración |  |
| 1.       | «Doing What Cums Naturally» (Wright, Horace Jones)       | 5:54     |  |
| 2.       | «One, Two, Three, Four, Five, Six» (Wright, Grady Esked) | 4:04     |  |
| 3.       | «That's All That Matters, Baby»                          | 7:11     |  |

| Lado dos |                          |          |  |
| N.º      | Título                   | Duración |  |
| 1.       | «You Threw It All Away»  | 5:00     |  |
| 2.       | «Silly 'Lil Girl»        | 4:04     |  |
| 3.       | «You Are the One for Me» | 8:03     |  |

| Lado tres |                                       |          |  |
| N.º       | Título                                | Duración |  |
| 1.        | «You and Me»                          | 5:47     |  |
| 2.        | «A Mother's Love» (Wright, Joe Banks) | 7:14     |  |
| 3.        | «The Weight of Hate»                  | 4:58     |  |
| 4.        | «1, 2, 3, You and Me»                 | 2:57     |  |

| Lado cuatro |                                   |          |  |
| N.º         | Título                            | Duración |  |
| 1.          | «Nonsense» (Wright, Bobby Knight) | 16:51    |  |

## Créditos y personal
Créditos adaptados desde las notas de álbum de Doing What Comes Naturally.
Músicos
- Charles Wright – guitarra (1–11), piano acústico (1–3, 5–11), piano eléctrico Fender Rhodes (2, 4, 5, 9, 10), coros (2, 3, 5–11)
- Werner Schuchner – guitarra (1, 2, 4–11)
- Benorce Blackmon – guitarra (3)
- Horace Jones – bajo eléctrico (1, 2, 4–11), coros (2, 3, 5–11)
- Melvin Dunlap – bajo eléctrico (3)
- Bobby Joe Knight – batería (1, 2, 4–11), coros (2, 3, 5–11)
- James Gadson – batería (3)
- Carlo Mercado – conga (2–11), pandereta (1–11)
- Gabriel Flemings – conga (1), piano acústico (4), piano eléctrico Fender Rhodes (1), coros (1, 4), trompeta (3)
- Yusuff Rahman – piano eléctrico Fender Rhodes (6–9, 11), pandereta (1–11), coros (2, 3, 5–11)
- John Rayford – coros (1, 4)
- Clydie King – coros (5)
- Mary Clayton – coros (5)
- Cassie Jones – coros (5)
- Donna Jean Jones – coros (5)
- Charles Evaridge – coros (5)
- James Monroe Warren – coros (5)
- Robert Johnson – coros (5)
- Joe Banks – trompeta (3, 7–9, 11)
- Freddie Hill – trompeta (7–9, 11)
- Stuart Aptekart – (8, 9)
- Tony Ortega – flauta (4)
- Buddy Colette – flauta (4)
- Ernie Watts – oboe
- Art Maebe – corno francés
- Joel Peskin – saxofón tenor (1, 2, 4–11), saxofón barítono
- John Rayford – saxofón tenor (3)
- Bill Cannon – saxofón tenor (3)
- Monk Higgins – saxofón tenor (3)
- Robert Harvey – saxofón barítono
- Leon Wright –  saxofón barítono (5)
- Otis Pellum – saxofón barítono (5)
- George Dickerson – saxofón barítono (5)

## Posicionamiento
| Gráfica (1974)                      | Pico de posición |
| ----------------------------------- | ---------------- |
| Estados Unidos (Billboard Soul LPs) | 45               |